# 1976 en arts plastiques
| Années des arts plastiques : 1973 - 1974 - 1975 - 1976 - 1977 - 1978 - 1979    |
| Décennies des arts plastiques : 1940 - 1950 - 1960 - 1970 - 1980 - 1990 - 2000 |

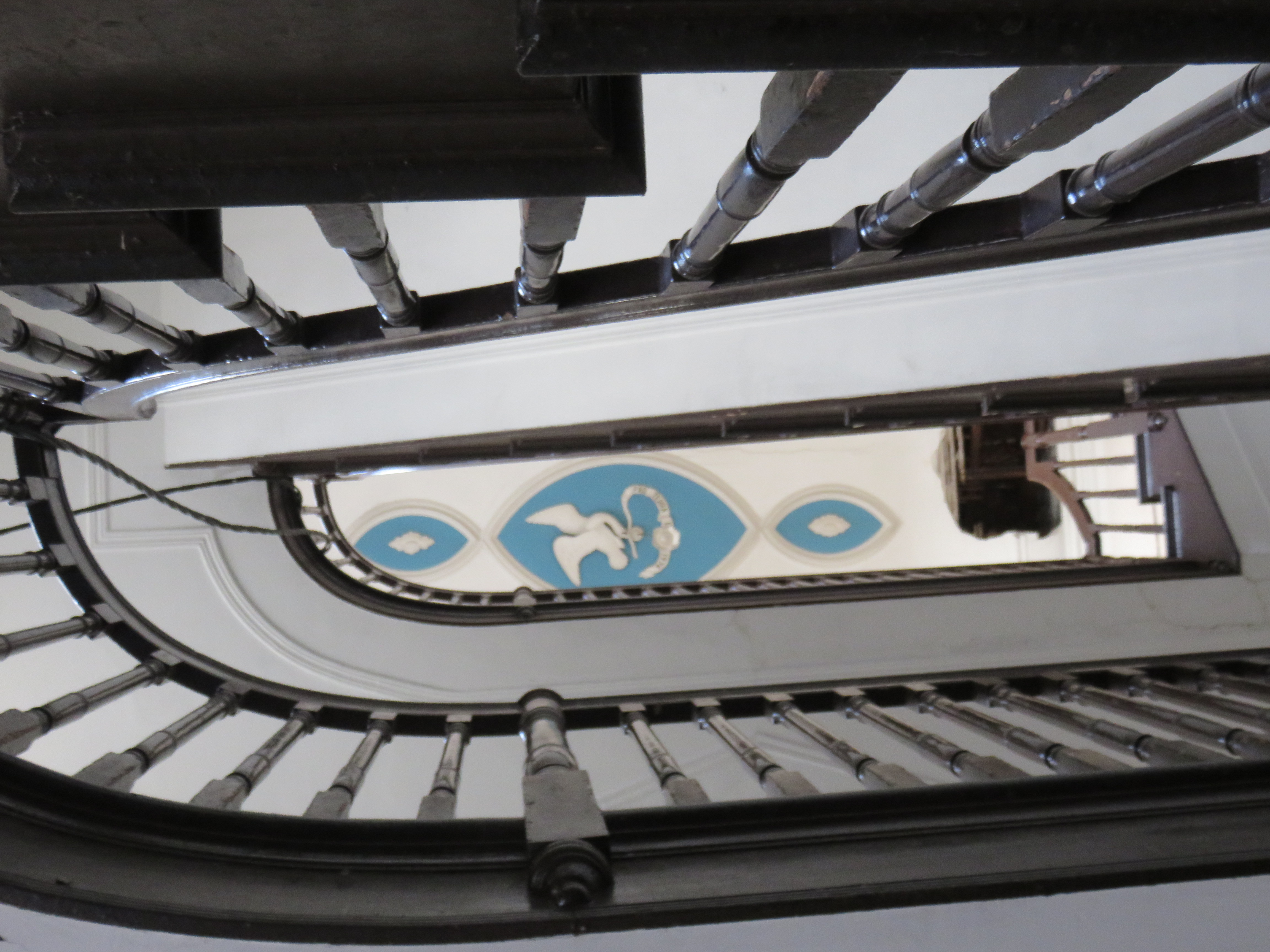

Cette page concerne l'année 1976 en arts plastiques.

## Événements
- 10 septembre : Running Fence, installation de Christo, démontée 14 jours plus tard, sans laisser aucune trace visible.

- Créée en 1916, la Société des peintres-graveurs canadiens disparaît après sa fusion avec la Société canadienne des arts graphiques (en) pour créer le Conseil canadien de gravure et de dessin.

## Naissances
- Guillaume Bruère, dit GIOM, peintre, dessinateur, sculpteur et performeur français.
- Ruben Komangapik, bijoutier, sculpteur, métallurgiste, et artiste canadien inuit.

## Décès
- 28 janvier : Marcel Broodthaers, peintre et poète belge  (° 28 janvier 1924),
- 30 janvier : Jean de Gaigneron, peintre français (° 22 février 1890),
- 8 février : Charles Funck-Hellet, médecin, auteur et peintre luxembourgeois-français (° 18 décembre 1883),
- 13 février : Coghuf, peintre et sculpteur suisse (° 28 octobre 1905),
- 16 février : Giovanni Battista Podestà, céramiste, sculpteur et peintre d'art brut italien  (° 13 février 1895),
- 18 février : Agnès Nanquette, peintre et écrivaine française (° 24 décembre 1923),
- 27 février : Marcel Parturier, dessinateur et peintre français (° 7 avril 1901),
- 28 février : Zofia Stryjeńska, peintre polonaise (° 13 mai 1891),
- 3 mars : Pierre Molinier, photographe, peintre et poète français  (° 13 avril 1900),
- 19 mars : Henri Saada, peintre franco-tunisien (° 12 mai 1906),
- 26 mars : Léon Leyritz, peintre, sculpteur et décorateur français (° 7 janvier 1888),
- 28 mars : Corrado Cagli, peintre italien (° 23 février 1910),
- 29 mars : René Barande, graveur sur bois français, créateur d'ex-libris († 27 mars 1892),
- 1er avril : Max Ernst, peintre et sculpteur français d'origine allemande (° 2 avril 1891),
- 6 avril : Edgar Mélik, peintre français (° 11 juillet 1904),
- 12 avril : Eugène-Nestor de Kermadec, peintre abstrait français (° 21 mai 1899),
- 14 avril : Robert Fonta, peintre, dessinateur et graveur français (° 29 octobre 1922),
- 17 avril : Jean-Jacques Gailliard, peintre belge (° 22 novembre 1890),
- 22 avril : Jeanne Mammen, peintre et dessinatrice allemande (° 21 novembre 1890),
- 24 avril : Hélier Cosson, peintre et illustrateur français  (° 3 avril 1897),
- 12 mai : Jaroslav Serpan, peintre et sculpteur franco-tchèque (° 4 juin 1922),
- 7 juin : André-Léon Vivrel, peintre et dessinateur français (° 8 octobre 1886),
- 27 juin : Albert Dubout, dessinateur humoristique, affichiste, cinéaste et peintre français (° 15 mai 1905),
- 30 juin : Armand Nakache, peintre, graveur et illustrateur français (° 11 janvier 1894),
- 1er juillet : Nicolas Poliakoff, peintre russe naturalisé français (° 22 juillet 1899),
- 3 juillet :
  - Guy Montis, peintre français (° 26 septembre 1918),
  - André Regagnon, peintre français (° 12 novembre 1902),
- 10 juillet : Roberta González, peintre et sculptrice française (° 13 septembre 1909),
- 16 juillet : Carlo Suarès, écrivain, peintre et cabaliste français (° 12 mai 1892),
- 19 juillet : Henri Catargi, peintre roumain (° 6 décembre 1894),
- 22 juillet : Pierre Fossey, peintre et illustrateur français (° 23 novembre 1901),
- 24 juillet : Afro Basaldella, peintre italien (° 4 mars 1912),
- 28 juillet : René Thomsen, peintre et graveur français (° 20 juillet 1897),
- 5 août : Voltolino Fontani, peintre italien (° 11 février 1920),
- 22 août : André Lanskoy, peintre russe puis soviétique (° 31 mars 1902),
- 7 septembre :
  - Louis Brauquier, écrivain, poète et peintre français (° 14 août 1900),
  - Marc Sterling, peintre français d'origine russe (° 15 juillet 1895),
- 24 septembre : Rémyne Desruelles, peintre française (° 16 août 1904),
- 25 septembre : Émile Simon, peintre français (° 28 février 1890),
- 5 octobre : Jacques Boullaire, dessinateur, graveur et peintre français (° 20 décembre 1893),
- 12 octobre :
  - Jean Désiré Bascoulès, peintre français (° 19 août 1886),
  - Eugène Corneau, peintre et graveur français (° 18 juin 1894),
- 14 octobre : Maurice Mareels, peintre belge (° 9 février 1893),
- 20 octobre : Janusz Grabiański, illustrateur polonais (° 27 juillet 1929),
- 9 novembre : Öyvind Fahlström, peintre, écrivain et poète suédois (° 28 décembre 1928),
- 11 novembre : Alexander Calder, sculpteur américain (° 22 juillet 1898),
- 16 novembre : Federico Seneca, dessinateur, affichiste et publiciste italien (° 9 août 1891),
- 18 novembre : Man Ray, photographe et peintre américain (° 27 août 1890),
- 20 novembre : Tetsuro Komai, peintre, graveur et illustrateur japonais (° 14 juin 1920),
- 22 novembre : Peter Birkhäuser, affichiste, portraitiste et peintre visionnaire suisse (° 7 juin 1911),
- 30 novembre : André Collot, peintre, graveur et illustrateur français (° 27 juin 1897),
- ? novembre : Frank Burty Haviland, peintre cubiste français (° 16 octobre 1886),
- 2 décembre : Marcel Montreuil, peintre français (° 8 juin 1894),
- 16 décembre : Amedeo Bocchi, peintre italien (° 24 août 1883),
- 31 décembre : Judith Westphalen, peintre péruvienne (° 2 juin 1922),
- ? :
  - Jean Archimbaud, aquarelliste, peintre, graveur et illustrateur français (° 20 mai 1901),
  - André Auclair, peintre, sculpteur, céramiste et graveur français (° 1893),
  - Léonide Berman, peintre russe puis soviétique (° 1898),
  - Eugène Blot, peintre décorateur, dessinateur, paysagiste, professeur et corniste français (° 17 novembre 1883),
  - Suzanne Daynes-Grassot, peintre et illustratrice française (° 27 avril 1884),
  - Pierre Dionisi, peintre et sculpteur français (° 21 mars 1904),
  - Paul Fenasse, peintre français (° 17 août 1899),
  - Emmy Leuze-Hirschfeld, peintre française (° 4 décembre 1884),
  - Giuseppe Montanari, peintre italien (° 30 octobre 1889).